# Via San Romano
Via San Romano unisce piazza del Travaglio con piazza Trento e Trieste, a Ferrara.

## Storia
Il suo percorso storico parte dalla piazza del Travaglio (piazza di Porta Reno) e, dopo aver superato via Carlo Mayr (un tempo via di Ripagrande), arriva alla piazza Trento e Trieste (già piazza del Mercato). Vicino alla piazza del Travaglio, sino al 1608, si aprivano due porte (una di queste era porta San Romano) che poi vennero chiuse con l'apertura della nuova Porta Paula.
Nei primi anni del XIV secolo vi fu una sollevazione popolare contro Fresco d'Este, i rivoltosi, passando per San Romano, trovarono lungo la via molti che qui avevano le loro botteghe a difendere l'operato del marchese reggente. In seguito a questa rivolta e dopo l'intervento anche della repubblica veneziana nella vicenda, dal 1309 al 1317, Ferrara tornò sotto il diretto controllo dello Stato Pontificio.
Nel 1592 in una casa di san Romano cominciò a radunarsi un numero crescente di ragazzi abituati a mendicare. Il loro numero crebbe in fretta sino ad arrivare a 40 e si iniziò a uscire da quella via per portarli in processione, forniti di una sorta di divisa azzurra, e poi furono accolti in un luogo più ampio e adatto, in via Soncina. A quel punto il Giudice dei Savi iniziò ad attivarsi per soccorrerli introducendo una piccola tassa su alcuni commerci e si posero così le basi per la creazione di un orfanotrofio cittadino, presso San Pietro e Paolo.

## Situazione all'inizio del XX secolo
In tempi più recenti, nei primi anni del Novecento, la via è stata caratterizzata dalla presenza di molte attività commerciali legate alla somministrazione di alimenti, e nella zona, dove secondo alcuni si respirava l'odor del baccalà e delle aringhe, si coglieva un certo senso di degrado e di oscurità, facilitata dai portici angusti e dalla scarsa luminosità della strada.
Alcuni, per questo motivo, avevano auspicato in intervento urbanistico per tutta la zona cittadina, anticipando una sorta di sventramento sia di san Romano sia delle strade limitrofe volto a produrre un risanamento per curare il decoro cittadino e una migliore opportunità per la viabilità e le attività commerciali.

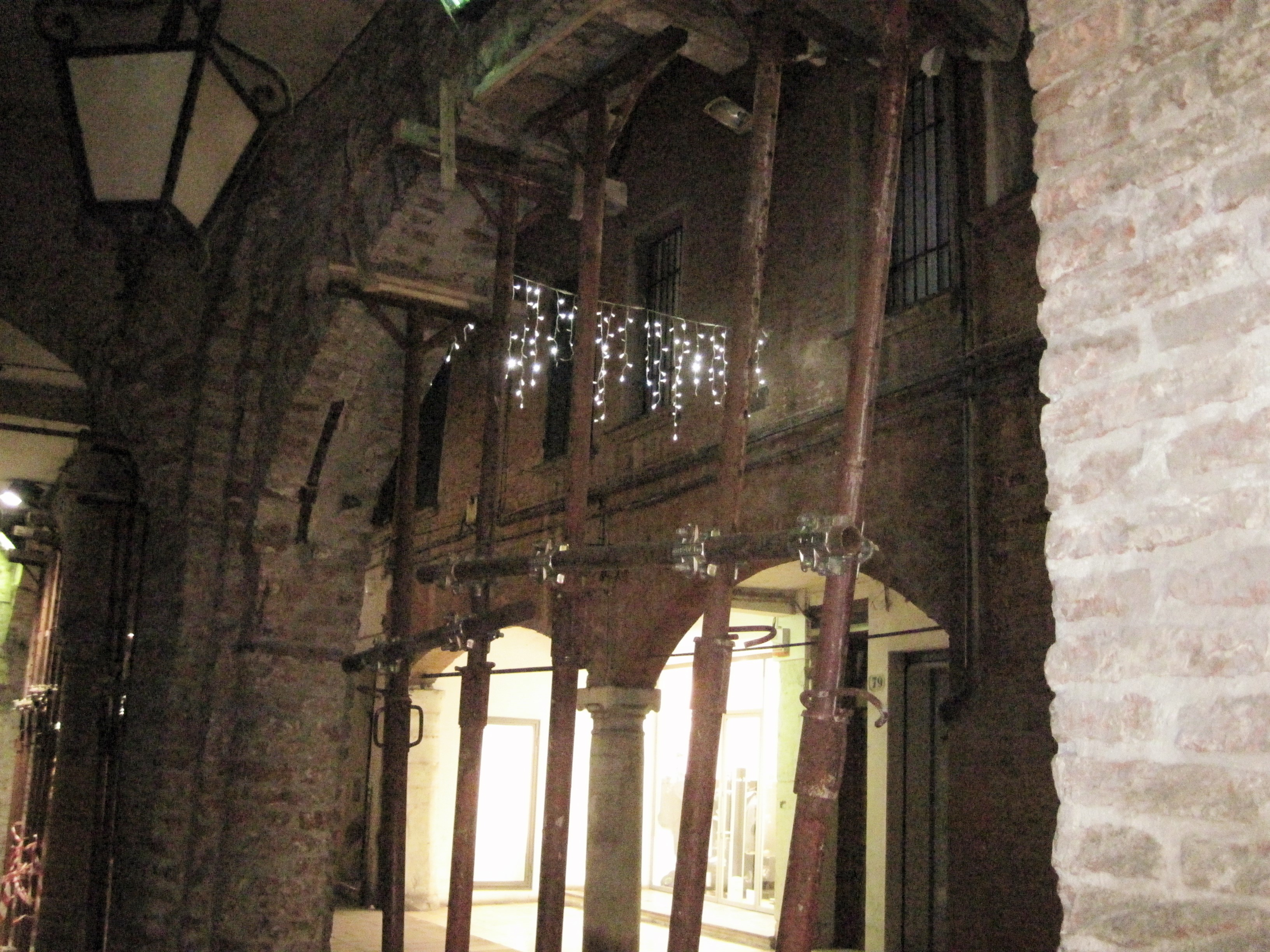
Via San Romano, Ferrara. Effetti del sisma che ha colpito la città nel maggio del 2012.

## I terremoti
La via è stata danneggiata seriamente nel corso dei due principali terremoti che hanno colpito Ferrara, quello del 1570 e quello più recente del 2012.

### Origini del nome
Il nome di San Romano deriva dall'antica parrocchiale antecedente l'anno mille.